# Alf Skinner
Alfred »Dutch« Skinner, kanadski profesionalni hokejist, * 26. januar 1896, Toronto, Ontario, Kanada, † 11. april 1961. 
Skinner je igral v napadu, na položaju desnega krila. Med letoma 1914 in 1917 je v ligi NHA, predhodnici današnje lige NHL, igral za moštva Toronto Shamrocks, Toronto Blueshirts in Montreal Wanderers. Ob nastanku lige NHL se je pridružil ekipi Toronto Arenas in z njo osvojil Stanleyjev pokal. Od leta 1919 do 1924 je igral v ligi Pacific Coast Hockey Association, ki je tedaj veljala za primerljivo ligi NHL. Z moštvoma Vancouver Millionaires in Vancouver Maroons se je večkrat neuspešno potegoval za Stanleyjev pokal. Po povratku v ligo NHL je branil barve moštev Boston Bruins, Montreal Maroons in Pittsburgh Pirates. Aktivno hokejsko kariero je zaključil leta 1930 po več sezonah v nižjeligaških klubih.